# Трудовое (Бильмакский район)
Трудовое (укр. Трудове) — село,
Бильмакский поселковый совет,
Бильмакский район,
Запорожская область,
Украина.
Код КОАТУУ — 2322755103. Население по переписи 2001 года составляло 677 человек.

## Географическое положение
Село Трудовое находится на расстоянии в 1,5 км от села Дубовое и в 8 км от пгт Бильмак.
Рядом проходит железная дорога, станция "Щебеневый".

## Экономика
- Куйбышевский АБЗ.
- Куйбышевский гранитный карьер.
- Гранитный карьер.

## Объекты социальной сферы
- Школа.
- Стадион.